# Social Semantic Web
Das Social Semantic Web (oder auch Web 3.0) bezeichnet eine Transformations- und Konvergenzbewegung, welche das Web 2.0 (auch Social Web) mit dem Semantic Web (oft ebenfalls als Web 3.0 bezeichnet) verbinden will. Der Begriff wurde 2003 von Manuel Zacklad und Jean-Pierre Cahier geprägt.

## Begriff
Blumauer und Pellegrini (2008) gehen davon aus, dass der Begriff keinen längerfristigen Trend darstellen wird, sondern die dahinter stehende Idee in wenigen Jahren selbstverständlich und unmerklich etabliert sei. Eine Darstellung dieser Trends als Versionsnummern ist irreführend und als inoffizielle Wortschöpfung ggf. als Hype anzusehen.

## Beispiele
- Semantisches Wiki
  - DBpedia
  - Stumpedia
  - Semandeks